# Snowshill
Snowshill est un petit village anglais situé dans le comté de Gloucestershire.
Snowshill est un joli petit village des Cotswolds, surtout connu pour son manoir et ses champs de lavande.

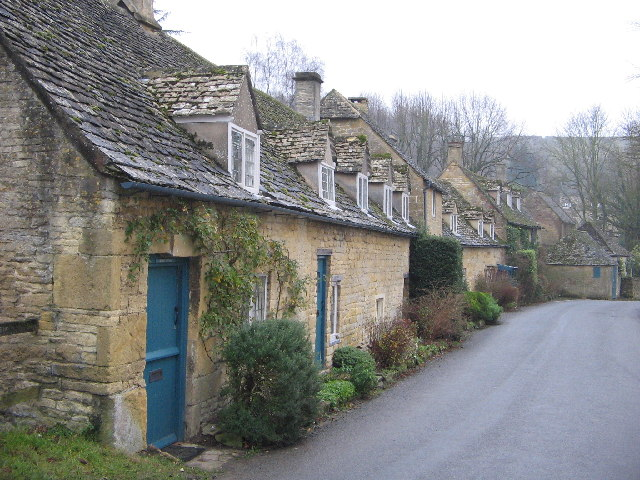
Maisons situées le long de la rue principale qui traverse Snowshill
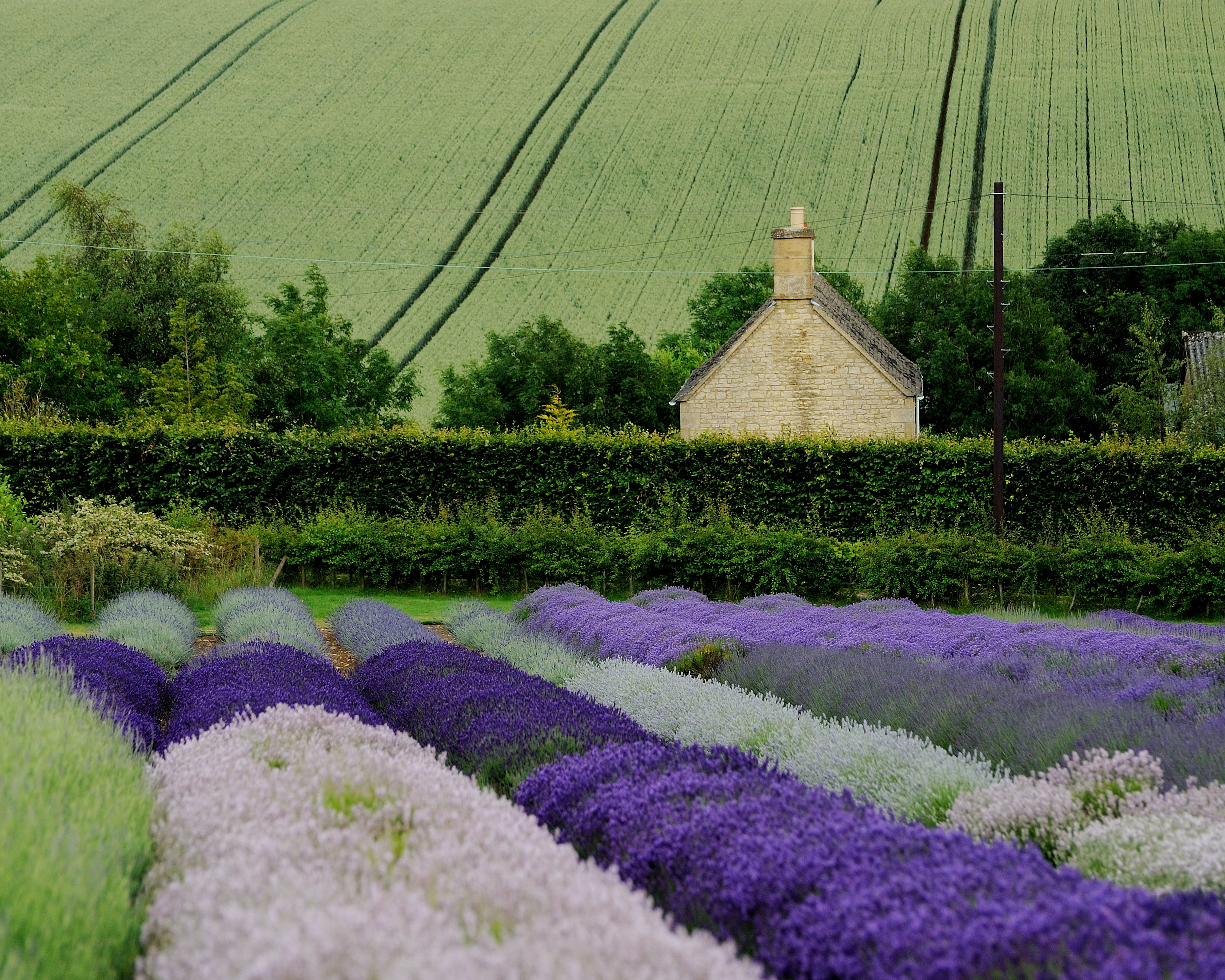
Plusieurs variétés de lavande cultivées dans un champ près de Snowshill
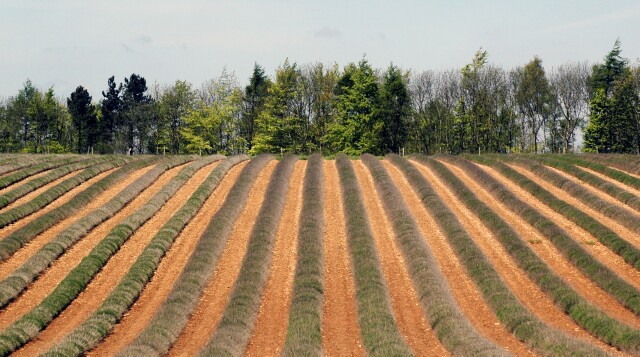
Champ de lavande à Snowshill